# Riigikogu

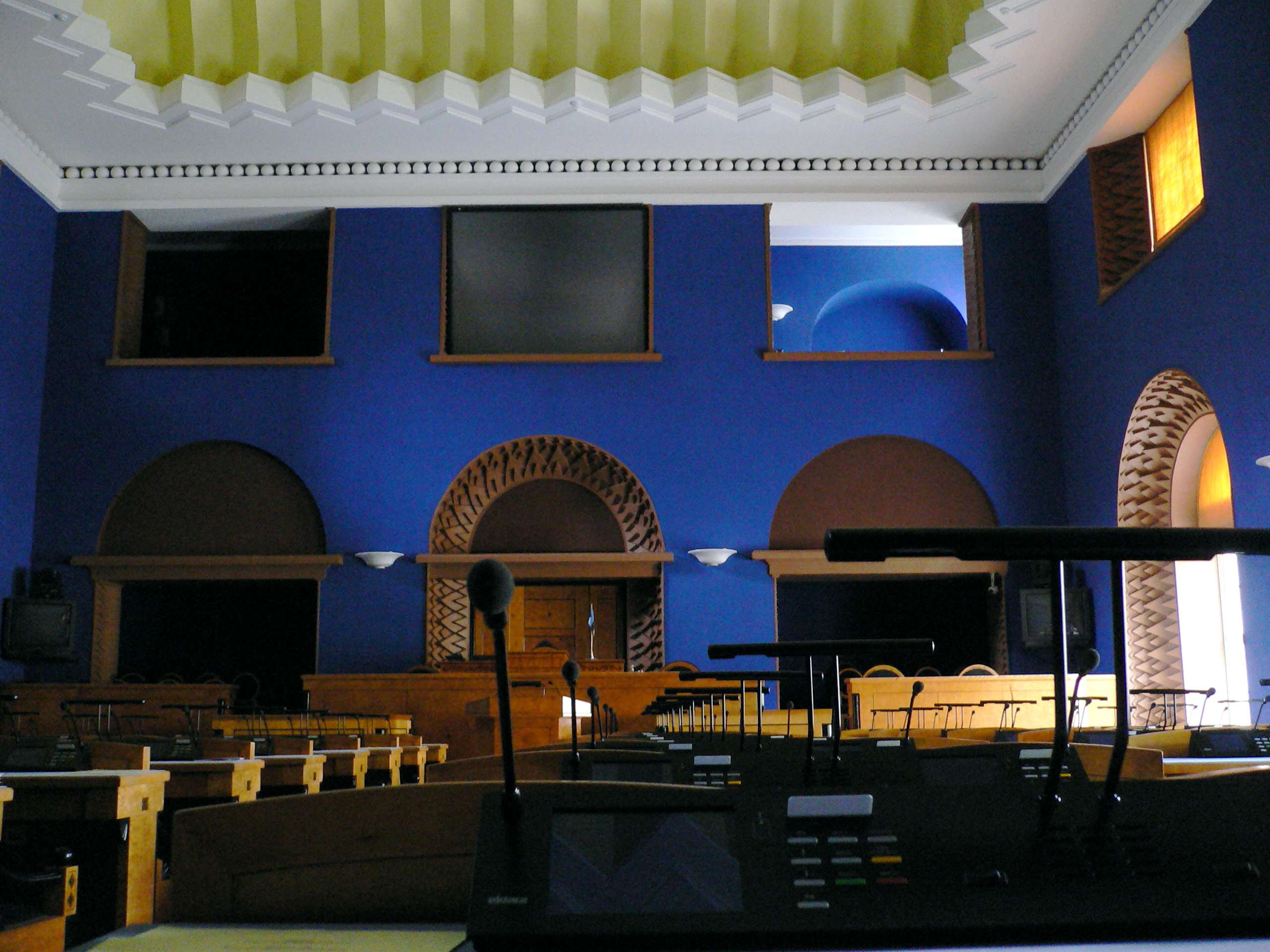
Interiér Riigikogu

Riigikogu je unikamerální parlament Estonska, který má 101 členů, volených na 4 roky. 
Parlament sídlí v Tallinnu. Kromě legislativní činnosti Riigikogu také jmenuje vysoké státní úředníky včetně předsedy vlády a předsedy Nejvyššího soudu. Riigikogu také volí (buď samostatně, nebo je-li to nutné, spolu se zástupci místní samosprávy v rámci širšího sboru volitelů) prezidenta. Riigikogu schvaluje důležité mezinárodní smlouvy, které se týkají armády či ukládají povinnosti ve změnách právních předpisů. Schvaluje rozpočet předložený vládou a dohlíží na exekutivu. Může vyslovit nedůvěru premiérovi, vládě či jednotlivým ministrům.
Volby do Riigikogu jsou všeobecné, rovné, přímé a tajné. Aktivní volební právo má každý etnický Estonec od 18 let, pasivní volební právo od 21 let, poslanci jsou voleni na 4 roky podle principu poměrného zastoupení ve dvanácti 6-12 mandátových volebních obvodech.